# Іон Міхай Пачепа
Іон Міхай Пачепа (рум. Ion Mihai Pacepa [iˈon miˈhaj paˈt͡ʃepa], * 28 жовтня 1928, Бухарест — 14 лютого 2021) — колишній високопосадовий керівник Секурітате, шеф її закордонної служби (розвідки); генерал-полковник; радник румунського вождя Ніколае Чаушеску, держсекретар Міністерства внутрішніх справ Румунії.
В 1978 перебрався до США, де запросив і отримав політичний притулок. Видав кілька книг, які викривають таємну підривну та терористичну діяльність у всьому світі КДБ СРСР та Секурітате за часів диктатури Чаушеску; займався публіцистичною та журналістською діяльністю.

## Біографія
Народився в сім'ї підприємця, власника невеличкої фабрики і виробництву глечиків та кухонного обладнання, який в подальшому виріс до посади представника американської автомобільної корпорації General Motors в Румунії.
Вивчав хімію в Бухарестському політехнічному інституті в 1947–1951. За кілька місяців до завершення штудії був призваний на службу в Секурітате. З початку служби був прикомандирований до Управління закордонних диверсій. В 1955 був переведений в Управління закордонної розвідки. В 1957 був призначений на посаду керівника резидентури розвідки у Франкфурті-на-Майні (ФРН). За два роки, 1959-го, міністр внутрішніх справ Румунії та одночасно голова служби безпеки Секурітате Александру Драґічі призначив Іона Почепу головою відділу промислової і технологічної розвідки.
В 1972–1978 був також радником президента Ніколае Чаушеску з промислового і технологічного розвитку та заступником начальника зовнішньої розвідки Румунії. Після того, як в липні 1978 році він отримав від Чаушеску наказ організувати вбивство румунського опозиційного журналіста, головного редактора румунської мовної служби Радіо «Вільна Європа» Ноеля Бернара (1925–1981), він вирішив вийти з гри.

## Втеча
В липні 1978 він добровільно з'явився в американське посольство у Бонні, після чого був переправлений американським воєнним літаком на авіабазу Ендрюс (штат Меріленд), неподалік від Вашингтону.
Невдовзі він отримав політичний притулок в США. Це був найбільш титулований представник спецслужб комуністичного блоку, який колись перейшов на Захід. Він був посвячений в багато таємниць не тільки Секурітате, а і інших східно-європейських спецслужб. Із обов'язків служби він кілька раз зустрічався персонально з головою КДБ Юрієм Андроповим, мав з ним щирі та відверті розмови, обговорював деталі спільних таємних операцій, про що потім повідав в своїх публікаціях. Його втеча практично зруйнувала всю таємну розвідувальну мережу комуністичної Румунії за кордоном.
У тому ж 1978 році Пачепі в Румунії були заочно винесені два смертних вироки. Сам диктатор Чаушеску розпорядився виділити два мільйони доларів США винагороди за вбивство Пачепи. Замовлення вбити генерала Пачепу отримали «братні» режими — Ясіра Арафата (ОВП) та Муамара Каддафі (Лівійська Джамахірія) — кожному більш одного мільйона доларів. Пізніше, у 1980-х роках завдання убити Пачепу в Америці за один мільйон доларів одержав більш професійний вбивця — відомий міжнародний терорист Карлос Шакал (операція «363»). Виявлені пізніше документи Секурітате свідчили, що для виконання цього завдання Секурітате дав Карлосу цілий арсенал — 37 кг пластикової вибухівки, 7 автоматів, пістолет Walther PP і 1306 патронів до нього, 8 пістолетів Стєчкіна з 1049 патронів, а також 5 ручних гранат. Але Карлос Шакал не зміг знайти генерала Пачепу.
Через два роки після втечі, в 1980 у своєму опублікованому в французькому часописі Le Monde та на Радіо «Вільна Європа» відкритому листі своїй дочці Дані, яка лишилася в Румунії, він пояснив свій вчинок: він одержав від розлюченого на Бернара диктатора Чаушеску наказ вбити журналіста і зрештою був повинен вирішувати: «залишитися добрим батьком або стати політичним злочинцем».

## Сенсаційні викриття Пачепи
- Головну ставку у розгортанні «всесвітньої боротьби з капіталізмом» (терористичної війни проти Західної Європи та США) Радянський Союз зробив на наступні диктаторські арабські «соціалістичні» режими: Лівія (Муамар Каддафі), Сирія (Хафез аль-Асад), Ірак (Саддам Хусейн) та ОВП (Ясір Арафат), до яких згодом приєдналася КНДР (Кім Ір Сен).
- Радянський Союз здійснював таємну програму озброєнню цих режимів Зброєю масового ураження — в першу чергу хімічною та бактеріологічною; Лівія, Сирія та Ірак спробували також збудувати власні ядерні реактори[7] для виробництва власної ядерної зброї; розроблялася також програма створення портативної «брудної бомби»[8]
- Пачепа стверджує, що КДБ СРСР переклав на арабську мову російську, створену ще за царату Миколи ІІ, фальшивку Протоколи сіонських мудреців — спеціально для поширення її на Близькому Сході серед арабського мусульманського населення з ціллю поширення ненависті до євреїв та провокування війни між Ізраїлем і рештою близькосхідних арабських країн.
- Повідомив, що вождь палестинських арабів Ясір Арафат насправді був ніякий не «палестинець», як раніш стверджували його офіційні біографи, а єгиптянин за походженням, котрому в КДБ створили біографію («легенду») і який таємно проходив в СРСР кількарічну спеціальну підготовку у підривній справі та диверсій
- Створена Ясиром Арафатом за допомогою КДБ «Організація визволення Палестини» постійно отримувала від СРСР таємними каналами (головним чином через румунську Секурітате) гроші, зброю, інструкції та різноманітні спеціальні засоби зв'язку.
- Всесвітня терористична діяльність «палестинських» арабських екстремістів з Близького Сходу (як то: вибухи, політичні вбивства, угони пасажирських літаків) — була ідеєю і розробкою («ноу-хау») керівництва Першого головного управління КДБ (багаторічний начальник ПГУ КДБ генерал-полковник О. М. Сахаровський).
- Західно-німецька «ліва» терористична організація RAF фінансувалася та підтримувалася з боку КДБ СРСР в рамках таємної операції «Тайфун» з внутрішньої дестабілізації країн Західної Європи.[9]

## Сучасна діяльність
Іон Пачепа є автором кількох книг і багатьох статей. Займався журналістською діяльністю.
Часто публікується в таких авторитетних часописах як The Wall Street Journal, The Washington Times та інших.

## Книги
- Disinformation. — Publisher: WND Book, 2013. — 429 p. ISBN 1936488604
- Programmed to Kill: Lee Harvey Oswald, the Soviet KGB, and the Kennedy Assassination, 2007. ISBN 978-1-56663-761-9
- Cartea neagră a Securităţii, Editura Omega, Bucharest, 1999. ISBN 9-73987-454-1
- The Kremlin Legacy, 1993
- Red Horizons: the 2nd Book. The True Story of Nicolae and Elena Ceauşescu's Crimes, Lifestyle, and Corruption, 1990. ISBN 0-89526-746-2
- Red Horizons: Chronicles of a Communist Spy Chief, 1987. ISBN 0-89526-570-2

## Вибрані статті
- The Arafat I Knew [Архівовано 28 серпня 2013 у Wayback Machine.], 2002
- The KGB's Man [Архівовано 18 червня 2010 у Wayback Machine.], 2003
- Khaddafi's "Conversion " [Архівовано 17 лютого 2004 у Wayback Machine.], 2003
- Ex-spy fingers Russians on WMD [Архівовано 9 червня 2007 у Wayback Machine.], 2003
- From Russia With Terror [10], June 28, 1992
- No Peter the Great [Архівовано 28 грудня 2008 у Wayback Machine.], September 20, 2004
- Putin's Duality, August 5, 2005
- Left-Wing Monster: Ceausescu, February 10, 2006
- = Who Is Raúl Castro? A tyrant only a brother could love ., August 10, 2006
- = Russian Footprints, August 24, 2006
- = Tyrants and the Bomb, October 17, 2006
- = The Kremlin's Killing Ways [Архівовано 27 лютого 2021 у Wayback Machine.], November 28, 2006
- Propaganda Redux [Архівовано 5 вересня 2007 у Wayback Machine.], August 7, 2007